# Zoroaster actinocles
Zoroaster actinocles är en sjöstjärneart som beskrevs av Fisher 1919. Zoroaster actinocles ingår i släktet Zoroaster och familjen Zoroasteridae. Inga underarter finns listade i Catalogue of Life.